# Valentina Rubtsova
Valentina Rubtsova es una deportista soviética que compitió en remo.
Ganó una medalla de plata en el Campeonato Mundial de Remo de 1974 y dos medallas de oro en el Campeonato Europeo de Remo, en los años 1971 y 1973.

## Palmarés internacional
| Campeonato Mundial | Campeonato Mundial     | Campeonato Mundial | Campeonato Mundial |
| Año                | Lugar                  | Medalla            | Prueba             |
| ------------------ | ---------------------- | ------------------ | ------------------ |
| 1974               | Lucerna (Suiza)        | Medalla de plata   | Ocho con timonel   |
| Campeonato Europeo |                        |                    |                    |
| Año                | Lugar                  | Medalla            | Prueba             |
| 1971               | Copenhague (Dinamarca) | Medalla de oro     | Ocho con timonel   |
| 1973               | Moscú (URSS)           | Medalla de oro     | Ocho con timonel   |